# Patrick Raynaud
Patrick Raynaud est un artiste français, né le 11 avril 1946 à Carcassonne. Il vit et travaille à Paris et à Marseille. L’expression plastique sont la sculpture et l’installation in-situ, la photographie et le dessin. Il développe le concept de l'"in-situ-déménageable". Patrick Raynaud a été professeur et directeur de plusieurs écoles d'art en France. 

## Biographie

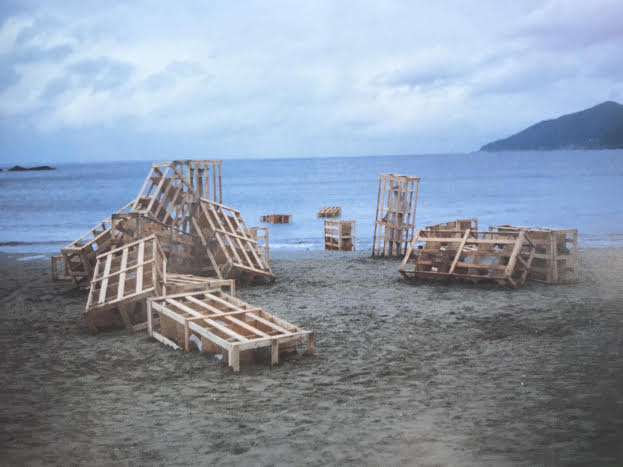
Palettes sur une plage en Corée, années 1990

De 1964-1966, Patrick Raynaud entreprend des études de lettres modernes à l’Université de Toulouse.  
De 1969-1970, il étudie à l’Institut des Hautes Études Cinématographiques, IDHEC à Paris et travaille dans le cinéma en tant qu’assistant de Jacques Tati pour le film Trafic en 1971. En 1966, à 20 ans et à la sortie de l’IDHEC, Patrick Raynaud réalise un portrait filmé sur Sonia Delaunay, artiste chez Jacques Damase, éditeur, galeriste et collectionneur. Or, ces deux personnages de la scène artistique internationale accompagnent l’artiste et l’œuvre.  
En 1977, Patrick Raynaud présente sa première exposition personnelle à la Galerie Harry Jancovici à Paris, précédée d'une exposition de groupe en 1976 à l’ARC au musée d’art moderne de la ville de Paris. En 1980 à Paris, la Galerie Varenne expose l’œuvre de Patrick Raynaud suivie en 1989 de la Galerie Michel Vidal, de la Galerie Langer Fain en 1990 et de la Galerie Patricia Dorfmann en 1994,.  
En 1989, en Allemagne, Brigitte March International Contemporary Art à Stuttgart présente pour la première fois l’œuvre de Patrick Raynaud qui attire le regard du public, des galeries et des musées internationaux. La Staatsgalerie Stuttgart acquit l’installation in-situ Burne Jones’s Travel, Le Cycle de Persée, 1989. La Galerie Wassermann à Munich inaugure la coopération avec Patrick Raynaud en 1990 suivie de la Galerie Carla Stützer en 1992 à Cologne. Patrick Raynaud expose dans des galeries et musées du monde entier en Europe, en Asie, en Amérique du Nord et du Sud. 
Depuis 1984, Patrick Raynaud réalise plus de dix-huit commandes publiques situées en France, en Allemagne, en Turquie et en Israël, par exemple Rivière sans retour, 1985 à Thiers, Sonnet des voyelles au Forum des Halle, 1988 à Paris ou Le Grand Iconoclaste, 1989 à Bethoncourt. Conversation on Flying Carpets, 2000, est une installation in-situ conçue pour l’Université de Design (Hochschule für Gestaltung) à Pforzheim en Allemagne,.  
L'œuvre de Patrick Raynaud se trouve dans des collections de musées internationaux en France, en Allemagne, en Autriche, en Belgique, en Grèce, au Brésil, au Portugal, au Japon, en Swiss et en Turquie,. La collection du ZKM à Karlsruhe possède trois installations : l'Histoire comique des États et Empires de la Lune, à Savinien de Cyrano de Bergerac (1619-1655), Passagers clandestins (Hommage à Casper David Friedrich, La Mer de glace) de 1991 et Le Festin cannibale, La Table du savoir et du désir de 1993.
De 1983 à 2011, Patrick Raynaud s’engage dans l’enseignement et la direction de diverses écoles d’art en France. Il est professeur à l'ENSBA de Lyon (1983-1988), à l'ENSBA de Nantes (1994-1996), à l'ENSBA de Dijon (1996-1997) et à l'ENSBA de Paris (2009-2011). Il assure la direction de l’ERBAN à Nantes (1997-1999), de l’ENSAP-C à Paris-Cergy (1999-2002) et de l’ENSAD à Paris (2002-2008). Il préside l’ANDEA à Paris (2000-2002) et ensuite le CREDAC à Ivry-sur-Seine (2003-2009),. 
En 2017, Patrick Raynaud inaugure #7clous à Marseille, lieu d’expositions et de performances chez l'artiste à Marseille. Le programme, biographique, présente des œuvres entre autres de Georges Autard, Mircea Cantor, Claude Closky,  Sonia Delaunay, Fabrice Hyber, Claude Lévêque ou Anita Molinero. Des workshops proposés aux écoles, font partie de la programmation des expositions personnelles.

## Expositions
Depuis 1977, Patrick Raynaud réalise plus de 70 expositions personnelles et 200 expositions de groupe (1976). L'œuvre fait partie de nombreuses collections publiques internationales,,. 

### Expositions personnelles
Liste,: 
- 1977    
  - Galerie Harry Jancovici, Paris (cat.).
- 1980
  - Galerie Sapone, Nice (cat.).
  - Galerie de Varenne, FIAC, Grand Palais, Paris.
- 1981
  - Galerie del Naviglio, Milan (cat.).
  - Atelier d’A., Mairie de Caen, Caen (cat.).
  - Galerie de Varenne, FIAC, Grand Palais, Paris.
- 1982
  - Fondation Calouste Gulbenkian, Lisbonne (cat.).
  - Musée des Beaux-Arts, Rennes (cat.).
- 1983
  - Axe Art Actuel, Toulouse.
  - Musée Fabre, Montpellier (cat.).
  - Galerie Christian Laune, Montpellier.
- 1984    
  - Maison des Arts, Créteil (cat.).
- 1985
  - Comédies et Mystères, Studio Marconi, Milan.
  - Comédies et Mystères, Chiesa, San Carpoforo, Milan (cat.).
  - Photographies, Galerie Monique Sarradet, Carcassonne.
  - Corvé de vaisselle, Mairie de Poullaouen (cat.).
  - Back to the Riviera, Galerie le Chanjour, Nice (cat.).
- 1986
  - Estrategia papa una noche fictitia, Hospedale Real, Grenade (cat.).
  - Souvenir de Salonique, Centre d’Art Contemporain de Macédoine, Thessalonique.
  - Le Rocher magique, Dracos Art Center, Athénes (cat.).
  - Sculptures utopiques, Institut Français, Athènes.
  - Journal de voyage au Canada, Axe Néo 7, Hull-Ottawa.
- 1987
  - El Grand Terratremol Metronom, Barcelone.
  - La Grande Ourse ou Le Charriot, De Vleeshal, Middelburg (cat.).
  - Provisoirement sans titre, Galerie Laurens A. Daane, Amsterdam.
  - Scala dei, Galerie Area, Barcelone (cat.).
  - Transports, Galerie Optica, Montréal.
  - Petits Voyage girondins, Galerie Ek’Ymose, Bordeaux et Piere de Gayac, Gradignan.
  - Cibachroms-souvenirs, Institut Français, Prague.
- 1988
  - La Sculpture en transit-Rollerbox, Hôtel de Ville, Villeurbanne (cat.).
  - La Sculpture en transit-Le Dessinateur du Vase Borghèse à Hubert Robert, Musée Valence, Valence (cat.).
  - La Sculpture en transit-Un Sculpteur en voyage, Centre d’Art Contemporain de Montbéliard, Montbéliard (cat.).
  - La Sculpture en transit-Les Emmurés de Carcassonne, Musée Carcassonne, Carcassonne (cat.).
  - Die Frage des in-situ Nr. 2, Neue Galerie Sammlung Ludwig, Aix-La-Chapelle (cat.).
  - L’In-Situ déménagé, Octobre des Arts, Église Saint-Nicolas, Givors (cat.).
- 1989
  - Une Exposition parisienne, Galerie Michel Vidal, Paris.
  - Handle With Care, André Zarre Gallery, New York.
  - Galerie Ek’Ymose, Bordeaux.
  - Brigitte March International Contemporary Art, Stuttgart.
  - Galerie Michel Vidal, Forum Hamburg, Hambourg.
- 1990
  - Galerie Wassermann, Munich.
  - Max Pisti Gallery, Anvers.
  - Galerie Container, Florence.
  - Galerie Bruno Musati, Sao Paulo.
  - Galerie Langer Fain, Paris.
  - Brigitte March International Contemporary Art, Stuttgart.
  - Galerie Carla Stütze, Cologne.
  - XPO Galerie, Hambourg.
- 1991
  - Patrick Raynaud, Centre d’Art Contemporain / Passages, Troyes.
  - Kunstverein Ludwigsburg, Ludwigsburg.
  - Kunstverein Lingen, Lingen.
  - Galerie Langer Fain, Paris.
  - Institut Français de Stuttgart, Stuttgart.
  - Galerie Angels de la Motta, Barcelone.
  - Galerie Marc Pairon, Knokke.
  - Le Cadran Solaire, Chapelle de l’Hôtel Dieu, Troyes.
  - Galerie Jean-Christophe Aguas 1 et 2, Bordeaux.
  - Galerie Faust, Genève.
- 1992
  - Galerie Ponte Pietra, Verone.
  - Galerie Faust, Genève.
  - Galerie Inga Pin, Milan.
  - Le Parvis 1, Scène nationale Tarbes Pyrénées, Tarbes.
  - Le Parvis 3, Espace culturel, Pau.
  - ACB, Bar le Duc.
  - Galerie Carla Stützer, Cologne.
  - Galerie Wassermann, Munich.
  - Galerie Gandy, Prague.
  - Galerie Claude Fain, Paris.
  - Galerie Clairefontaine, Luxembourg.
- 1993
  - Patrick Raynaud, Ball der Junggesellen, Wewerka-Pavillon, Münster.
  - Patrick Raynaud, Kunstverein Freiburg et Institut Français de Fribourg, Fribourg.
  - Patrick Raynaud, Mannheimer Kunstverein, Mannheim.
  - De Toren der lanterfanters, De Vleeshal, Middelburg, NL, 16 avril-30 mai.
  - Patrick Raynaud, Kunstverein Siegen, Siegen.
  - Museum Moderner Kunst Stiftung Ludwig, Vienne.
  - Galerie Maison des Jeunes, Neuchâtel.
  - Galerie der Akademie der Kunst, Brest.
  - Stux Gallery, New York.
  - Espace d'Art Contemporain, Lausanne.
  - In Vitro, Genève.
  - Kunsthalle Zlotecki, Mannheim.
  - De Vleeshall, Middelburg.
  - Château de la Trayne, Souihac.
  - Kunstverein Freiburg et Institut François de Fribourg, Fribourg.
  - Kunstverein Mannheim, Mannheim.
  - Kunstverein Siegen, Siegen.
  - Tiroler Kunsthalle II et Institut Français de Innsbruck, Innsbruck.
- 1994
  - Patrick Raynaud, Magazin 4, Bregenzer Kunstverein, Bregenz.
  - Brigitte March International Contemporary Art, Stuttgart.
  - Galerie Carla Stütze, Cologne.
  - Galerie Patricia Dorfmann, Paris.
  - Galerie des Beaux-Arts, Nantes.
- 1995
  - Patrick Raynaud, Nullpunkt, Städtische Galerie Ravensburg, Ravensburg.
  - Robert Bermann Gallery, Los Angeles, CA.
  - Robert Bermann Gallery, Santa Monica, CA.
  - Galerie Tinglado, Tarragone.
  - Le CREDAC, Ivry-sur-Seine.
  - Städtische Gallerie Altes Theater, Ravensburg (+cat.).
  - Maison des Expositions, Génas
  - Galerie Wassermann, Munich.
  - MDJ Art Contemporain, Neuchâtel.
- 1996
  - Patrick Raynaud-Die Wunderbare Reise, Ludwig Museum im Deutschherrenhaus, Koblenz, 4 juillet-8 septembre.
  - Patrick Raynaud-Die Wunderbare Reise, Ursula Blickte Stiftung, Kraichtal.
  - Brigitte March International Contemporary Art, Stuttgart.
  - Chelouche Gallery, Tel Aviv
- 1997
  - Patrick Raynaud, Karawanserei-Private Storehouse, Kunstpalais Erlangen, 12 avril-11 mai.
  - Patrick Raynaud, Karawanserei-Private Storehouse, Städtische Galerie Saarbrücken, Saarbrücken.
  - Städtische Galerie Erlangen, Erlangen
  - Städtische Galerie Ingolstadt, Ingolstadt.
  - Photographies, Galerie Clairefontaine, Luxembourg.
  - Pavillon Charles X, Centre culturel, Saint-Cyr-sur-Loire.
  - IUFM, Institut Universitaire de Formation des Maîtres, Tours.
  - Boxes & Torsos, Galerie Carla Stützer, Cologne.
- 1998
  - L’Atelier du Midi, Rencontres Photographiques, Arles.
  - Le Festin cannibale, Raum für zeitgenössische Kunst & Kultur, Witten.
- 1999
  - Light Painting, Galerie Patricia Dorfmann, Paris.
  - Duplicata/originaux, Espace Bazacle, Toulouse.
- 2000    
  - Light Painting 2, Galerie Patricia Dorfmann, FIAC, Paris.
- 2001    
  - Patrick Raynaud, Manet’s Travel-New Works, Brigitte March International Contemporary Art, Stuttgart, 12 octobre-26 novembre 2001.
- 2002
  - Patrick Raynaud-Joie de Vivre Rhythms/After Delauny, Chelouche Gallery of Contemporary Art, Israël, 11 janvier-13 février 2002
  - Vanity Fair After Holbein, The Tel Aviv Museum of Art, Tel Aviv.
- 2003     
  - Pop Up, Musée International d’Arts Modestes, Sète.

- 2005
  - Patrick Raynaud, Blinde Passagiere: Multimedia-Rauminstallation, Light-Cases, Brigitte March International Contemporary Art, Stuttgart, 16 septembre-30 octobre 2005.
  - Grimper Suzanne, Brigitte March International Contemporary Art, Stuttgart.

- 2015    
  - Patrick Raynaud, Monet´s Travel, Nymphéas & Le Festin Cannibale, Brigitte March International Contemporary Art, Stuttgart, 15 février-30 avril 2015.

#### Expositions collectives
liste, :
- 1976  
  - Les Boîtes, Musée d’Art Moderne de la Ville de Paris, ARC, Paris (cat.).
- 1977   
  - Cabinet des estampes, Dresden.
- 1978
  - Arte d’amore, Studio S, Rome.
  - Typographie/écriture, Maison de la Culture, Rennes (cat.).
  - Le Tondo de Monet à nos jours, Musée de l’Abbaye Sainte-Croix, Les Sables d’Olonne (cat.).
- 1980
  - Collection, Musée d’Art Contemporain, Dunkerque.
  - Jacques Damase, 30 Ans d’édition d’art, Centre Pompidou, Paris (cat.).
- 1981    
  - Sculpture, Musée d’Art et d’Histoire, Belfort (cat.).
- 1983
  - Proposition 3, Nouveau Musée/Caisse d’Epargne, Lyon.
  - FRAC des Pays de Loire, Abbaye de Fontevraud.
  - Expressions/sculptures, Musée des Monuments Français, Paris (cat.).
- 1984    
  - Simons et les flamants roses, Centre Culturel, Albi.
  - Museum of Fun, Asahi Shimbum, Tokyo (cat.).
- 1985
  - Manipulated Reality, Objets and Images in Contemporary French Sculpture, Frederck S. Weight Gallery, UCLA, Los Angeles (cat.).
  - Soyons Sérieux, ELAC, Lyon (cat.).
  - Contemporary Photography and Video from France, Diverse Work Inc, Huston et Center of Contemporary Art, Santa Fe (cat.).
  - La Fin du siècle c’est pour demain, Galerie Yvon Lambert, Paris.
  - Seconds Ateliers de Fontevraud, Abbaye Royale, Fontevraud (cat.).
  - Symposium international de la sculpture monumentale métallique, Thiers (cat.).
  - Ouverture du Centre d’Art Contemporain de Labège-Innopole, Toulouse (cat.).
- 1986
  - Airport café, San Francisco International Airport (cat.).
  - Pictura Loquens, Villa Arson (cat.)
  - Arte in Francia, Palazzo Real, Milan (cat.).
  - Aperto 86, Biennale de Venise (cat.).
  - Que Reste-il ? Centre Wallon d’Art Contemporain, Liège (cat.).
  - Preciosi Ornamente, Musée de Milan (cat.).
  - Sans titre, scénographie pour l’Opéra de Stockholm, Stockholm.
- 1987
  - Abitare Il Tempo, Feria de Veronne (cat.).
  - Beelden buiten, Tielt 87, Tielt (cat.).
  - Inside-Outside, Museum van Hedendaagse Kunst, Anvers (cat.).
  - Tel Haï 87, Institute of Art, Tel Haï, Israël (cat.)
  - Plage arrière-arts & automobiles, Centre d’Art Contemporain Montbélimard (cat.).
  - Papiers transformés 2, Langage Plus, Alma, Québec.
  - Luna, Luna, Lunapark d’artistes, Hambourg
  - Vice Versa, De Vleeshal, Middelburg, NL.
  - Traversées, FRAC des pays de la Loire, Carquefou.
- 1988
  - Groupe, Ek’Ymose, Bordeaux.
  - Dancepower, scénographie pour le Groupe de Recherche de l’Opéra de Paris, Opéra Comique, Paris et le Shinjuku Hall, Tokyo.
  - Symposium, Aguios Nicolais, Crête (cat.).
  - Révélateurs II, Galerie d’Art Contemporain Centre Saint-Vincent, Herblay (cat.).
  - Parecchi passerelle di arte, Espace Croix-Baragnon, Toulouse.
- 1989
  - Saturns, Palais des Arts, Toulouse et Palais de la Lonja, Saragossa (cat.).
  - Coups d’envois, Musée de la Poste, Paris (cat.).
  - Facteurs d’art, Musée de la Poste, Paris (cat.).
  - Galerie Ek’Yamose, Art Frankfurt, Frankfort.
  - Galerie Michel Vidal, Art Frankfurt, Frankfort.
  - Galerie Jade, Art Basel, Bâle.
  - D + S, Kunstverein Hamburg, Hambourg.
  - Hier wird getanzt, Xpo, Hambourg.
  - Filling in the Gap, Feigen & Co, Chicago.
- 1990
  - Gegenwart Ewigkeit, Martin Gropius Bau, Berlin.
  - Kontexte, Badischer Kunstverein, Karlsruhe.
  - 3 French Artists, Kunstnerisk, Copenhague.
  - Kunst mit der Kamera, Galerie Brigitte March, Stuttgart.
  - Seoul Art Festival, National Museum of Contemporary Art, Séoul.
  - 10 Projets pour L’Alsace, Palais Rohan, Strasbourg.
- 1991
  - Das Goldene Zeitalter, Kunstverein Stuttgart, Stuttgart.
  - Veramente Falso, Rotonda di Via Besana, Milan.
  - Matériau Photo, Galerie Guy Ledune, Bruxelles.
- 1992
  - Das Ei des Columbus,  Rathaus, Fellbach.
  - Marked Difference, Arti et Amicitiae, Amsterdam.
  - Force Sight, Temporary Contemporary, Zeitgenössische Kunst an einem Ort auf Zeit, Château Presteneck, Stein am Kocher, Brigitte March International Contemporary Art, Stuttgart.
  - Variations Gitanes, Grande Halle de la Villette, Paris.
- 1993
  - Borderlines, Museum für Kommunikation Frankfurt, Francfort-sur-le- Main.
  - Public & Private, Bellevue Church, Edimbourg.
  - Konfrontationen, Museum Moderner Kunst, Vienne.
  - Bright Light, Temporary Contemporary, Zeitgenössische Kunst an einem Ort auf Zeit, Château Presteneck, Stein am Kocher, Brigitte March International Contemporary Art, Stuttgart.
  - Borderline, Museum für Kommunikation Frankfurt (Postmuseum), Francfort-sur-le-Main.
  - Valises, Musée d'Art Moderne, Liège.
- 1994
  - Valises, De Betekenis van een traject, Stadsgalerij Heerlen, Heerlen, NL.
  - Borderlines, Neuer Berliner Kunstverein, Berlin.
  - Die Orte der Kunst, Sprengel Museum Hannover, Hanovre.
  - Lichtraum, Museum Folkwang, Essen et Bauhaus, Dessau.
  - Multiples, Deichtorhallen, Hambourg.
  - Printemps De Cahors, Musée Henri Martin, Cahors.
  - Words In A Box, Whitechapel Gallery, Londres.
  - Symposium, European Center, Delphes.
  - Repetition Générale, Institut Français, Barcelone.
  - Portraits, Shoto Museum, Tokyo, Arika Museum, Hiroshima.
  - Viaggio A Reims. No : Di Thule, exposition dans un train, Italie
- 1995
  - Luma, Alvar Aalto Museo, Jyvaskyla, Finlande.
  - Symposium, Université de Bursa, Turquie.
  - Triennale der Kleinplastik, Stuttgart.
  - 32 Espaces, Espace d'Art Contemporain, Lausanne.
- 1996
  - The Luminous Image, Alternative Museum, New York.
  - Cabines de bains, Piscine de la Motta, Fribourg.
  - Abstrakt Real, Museum Moderner Kunst, Vienne.
  - Plastic, Richard Salmon Gallery, London/Arnolfini, Bristol.
  - Reopening, Stux Gallery New York.
- 1997
  - Light, Richard Salmon Gallery, London / Spacex Gallery, Exeter.
  - Das Tier, Kärtner Landesgalerie, Klagenfurt am Wörthersee, Autriche.
  - L’Extra..., Galerie Municipale Edouard Manet, Gennevilliers.
  - Cool Memories ? Galerie Lola Nikolaou, Thessalonique.
  - La Figure défigurée, Maison des Arts Georges Pompidou, Carjac.
  - Ici et Ailleurs, Le Parvis, Tarbes / Ibos.
  - Produkt : Kunst, Neues Museum Weserburg, Bremen, Kunstsammlung, Gera.
  - Itinéraires, Pro Helvetia, Maison Baron, Genève.
  - Plastic, Walsall Museum and Art Gallery, Walsall.
  - The 90s : A Family of Man ? Casino, Forum d'Art Contemporain, Luxembourg
  - French Kiss, Artspeak Gallery, Vancouver.
  - Marcel Duchamp et ses héritiers, Musée des Beaux Arts, Reims.
  - Garçon de quoi écrire ! Musée des Beaux Arts, Caen.
  - Et Le Paysage devint art, Hôtel du Département, Strasbourg.
  - Promenade nocturne à la campagne, Œuvres du FRAC Languedoc-Roussillon, ALDEBARAN, Baillargues.
  - Opening of Hallenbau A, ZKM, Karlsruhe.
  - Projets pour l’Alsace, CEAAC, Aubette, Strasbourg.
  - Miniature Museum, Academic Medical Center, Amsterdam.
  - Produkt Kunst : Wo bleibt das Original ? Kunstmuseum Solothurn, Solothurn, Swiss.
  - Produkt Kunst : Wo bleibt das Original ? Weserburg, Museum für Moderne Kunst, Bremen.
  - Produkt Kunst : Wo bleibt das Original ? Kunstsammlung Gera, Orangerie, Gera.
  - French Kiss, Vancouver Contemporary Art Gallery, CAG, Vancouver, BC, Canada.
- 1998
  - Fetiches et Fétichisme, Passage de Retz, Paris.
  - 80 Artistes autour du Mondial, Galerie Enrico Navarra, Paris.
  - Produkt Kunst : Wo bleibt das Original ?  Ludwig Museum im Deutschherrenhaus, Coblence.
  - Canal du Nord, XX Multiple Galerie, Rotterdam.
  - Das erste 24 Stunden Kunstmuseum der Welt, Kunst-Stiftung Celle, Bomann Museum, Celle.
  - Luminous Image, Velan, Turin.
  - Zeitgeist Portraits autour de Manifesta 2, Galerie Clairefontaine 2, Luxembourg.
  - Curatorium (le monde de l’art) Gare de l’Est, Casino Luxembourg, Forum d’art contemporain, Luxembourg.
  - Diavortrag-Ein Rohstoffprojekt, Kunsthalle.tmpSteyr, Steyr.
- 1999
  - Collectie winter 1999, Museum voor Hedendaagse Kunst Antwerpen, MuHKA, Anvers.
  - Echo, Chelouche Gallery of Contemporary Art, Tel Aviv.
  - Internationale Beiträge zur Lichtkunst, Galerie Friebe, Lüdenscheid.
  - Köpfe und Torsi, Galerie Carla Stützer, Cologne.
  - Mehr Licht, Galerie Friebe, Lüdenscheid.
  - Landscape-Cityscape, Brigitte March International Contemporary Art, Stuttgart.
  - Le Grand Réservoir, C.H.U. de Bicêtre, Le Kremlin Bicêtre.
  - El Spirito del lago, Isola Bella, Lac Majeur, Italie.
  - Focus on Fire, Galerie Nei Liicht, Dudelange, Luxembourg.
  - Zeit/los, Kunst Halle Krems, Krems.
  - Haifa International Installation Triennal, Haifa Museum, Haifa.
  - Parcours contemporain, Parc Baron, Fontenay-Le-Comte.
  - Konzeptuelle Photographie 1968-1999, Brigitte March International Contemporary Art, Stuttgart.
  - Dialog der Kunst, Deutschland-Frankreich, Ludwig Museum im Deutschherrenhaus, Coblence.
  - Hic liber est meus, Théâtre du Vieux Colombier, Paris.
  - Neuer Raum für Kunst, Städtische Kunsthalle Mannheim, Mannheim.
- 2000
  - Kunst und Windenergie zur Weltausstellung, EXPO 2000 Hannover, Hanovre.
  - Narcisse blessé, Passage de Retz, Paris.
  - La Grand Illusion, Muséum d'Histoire Naturelle, Neuchâtel, Suisse.
- 2001
  - Different People II, Ram Gallery, Rotterdam.
  - Architectures, Ateliers des Terreaux, Lyon.
  - Le Corps mis à nu, Donjon de Vez, Vez.
  - Tu es toi quand tu te regardes, Musée Geo Charles Echirolles.
  - Anniversaire, Centre d'Art Bouvay Ladubay, Saumur.
  - Kunst auf Rezept, Museum der Stadt Raingen, Ratingen.
  - L’Heure du thé, Musée des Beaux-Arts, Carcassonne et Musée de l’Evêché, Limoges.
  - Art Paris, Operandi Arte Contemporanea, Paris.
  - Football, Grimaldi Forum, Monaco.
- 2002
  - Magazin im Magazin, Vol.2, Bregenzer Kunstverein, Bregenz.
  - What about Hegel (and you) ? Brigitte March International Contemporary Art, Stuttgart.
  - Jacques Damase fait son cirque, Passage de Retz, Paris.
  - Symposium, University of Istanbul, Istanbul.
  - Kunst auf Rezept, Herforder Kunstverein, Städtischen Galerie, Bergkamen- Oberaden.
  - Eclipse, Aldebaran, Baillargues.
  - XX Multiple, Galerie Bernard Jordan, Paris.
  - Stars and Brights, Brigitte March Galerie, Stuttgart.
  - Dialoghi Europei d’arte, Castello dell’Ovo, Naples.
- 2003
  - Chelouche Gallery, Forum Berlin (foire d’art), Berlin.
  - Chelouche Gallery, Art 34 Basel (foire d’art), Bâle.
- 2005
  - Lichtkunst aus Kunstlicht, ZKM, Zentrum für Kunst und Medien, Karlsruhe.
  - Illusion-Irritation, Wassermann Galerie, Munich
  - Attitüden, Bilder, Konzepte-Friedrich Schiller zu Ehren, Brigitte March International Contemporary Art, Stuttgart.
- 2006
  - Pandoras Reisen, Brigitte March International Contemporary Art, Stuttgart.
  - Lights on, Artiscope, Bruxelles.
  - Cosa Nostra, Glassbox, Paris.
  - Ein gemeinsamer Ort. Skulpturen, Plastiken, Objekte, Lentos Kunstmuseum Linz, Linz.
  - Mémoires-Œuvres du FRAC Champagne Ardenne, Passage, Centre d’art contemporain, Troyes.
  - Kunst aus Rezept, Galerie im Park, Krankenhaus Museum, Bremen.
  - Un Tableau peut en cacher un autre, Mois européen de la photographie, Musée National d’Histoire et d’Art, MNHA Luxembourg.
- 2007
  - Leibhaftig-die Erfahrung des Körpers in der Kunst der Gegenwart, Kunstverein Konstanz, Konstanz.
  - Leibhaftig-die Erfahrung des Körpers in der Kunst der Gegenwart, Städtische Galerie Ravensburg, Ravensburg.
  - Pandoras Box, Brigitte March International Contemporary Art, Stuttgart.
- 2008
  - Multiples, Galerie Carla Stützer, Cologne.
  - Skulpturen im Blickpunkt, Kunsthalle Mannheim, Mannheim.
  - Transparences, L’Imagerie, Lannion
  - Nostalgie, L’Instante e la durata del tempo, Museo di arte contemporanea di Villa Croce, Gênes.
  - Foodscapes, gastronomia nell’arte moderno, Ex Cinema Trento, Parma.
- 2009
  - Fleuves, CNEAI, Chatou.
  - Ingres et les modernes, Musée Ingres, Montauban.
- 2010
  - Der erste Impuls : Skizzen, Zeichnungen, 1958-2010, Brigitte March International Contemporary Art, Stuttgart.
  - Portrait de l’artiste en motocycliste, Musée des Beaux-Arts de La Chaux-de-Fonds, Neuchâtel.
- 2011    
  - The Concept Sublime : 35 Years Brigitte March Gallery, Brigitte March International Contemporary Art, Stuttgart.
- 2012 
  - From Dusk to Dawn-Light Objects, Art Affairs Gallery, Amsterdam.
  - Mémoires d’éléphants, L’Atelier, Nantes.
- 2013
  - The Mediterranean Experience : The Mediterranean as a Spatial Paradigm for the Circulation of ideas and Meaning, Macedonian Museum of Contemporary Art, MMCA, Thessaloniki.
  - Kunst mit der Kamera, Analoge Fotografie 1963-1996, Brigitte March International Contemporary Art, Stuttgart.
- 2014
  - Das Schweigen von Marcel Duchamp wird überbewertet : Readymades, Multiples, Brigitte March International Contemporary Art, Stuttgart.
- 2015
  - Houses in the CAM Collection, Centro de Arte Moderna, CAM, Fondation Calouste Gulbenkian.
  - Chercher Le Garçon, Musée d’art contemporain du Val-de-Marne MAC/VAL, Vitry-sur-Seine.
  - Zentrum für Kunst und Medien, ZKM, Karlsruhe.
- 2017
  - Force Sight Revisited, Castle of Presteneck 1992, Brigitte March International Contemporary Art, Stuttgart.
  - Powerama, Grandy Gallery, Bratislava.
  - Mare Nostrum : Reisephotographie rund ums Mittelmeer, Brigitte March International Contemporary Art, Stuttgart.
  - Religion : miroir de la société-Une Histoire des regards, Musée du Pays de Hanau, Strasbourg.
  - Intermezzo, Brigitte March International Contemporary Art, Stuttgart.
- 2018
  - Light Box-18 aktuelle Positionen, Kunstmuseum Celle, Sammlung Robert Simon, Celle.
- 2019
  - Des Mots et des choses, FRAC, Bretagne, Châteaugiron.
  - Thought Entertainer, Denk-Unterhalter © rfilliou, Work as Play, 1970, Brigitte March International Contemporary Art, Stuttgart.

##### Collections publiques
Liste : 
- ZKM, Zentrum für Kunst und Medien, Karlsruhe.
- Staatsgalerie Stuttgart, Stuttgart.
- Ludwig Forum für internationale Kunst, Aix-la-Chapelle.
- Ludwig Museum im Deutschherrenhaus, Coblence.
- Museum Ludwig, Cologne.
- Kunsthalle Mannheim, Mannheim.
- Museum am Ostwall, Dortmund.
- Städtische Galerie Schwäbisch Hall, Schwäbisch Hall.
- Museum Ritter, Waldenbuch.
- DZ-Bank, Kunstsammlung, Francfort.
- Nordstern, Kunstsammlung, Cologne.
- Roggendorf fine art GmbH, Cologne.
- Fondation Ursula Blickle, Kraichtal.
- Cabinet des estampes, Dresde.
- Postmuseum Frankfurt, Francfort.
- Axa Kunstsammlung, Cologne.
- Städtische Galerie Fellbach, Fellbach.
- Kehrer Verlag, Heidelberg.
- Hasenkamp Internationale Transporte, Cologne.
- Fonds national d’art contemporain, FNAC, Paris
- Musée d’art contemporain, Lyon.
- Musée de la Roche-sur-Yon, La Roche-sur-Yon.
- Musée des Beaux-Arts, Brest.
- Musée des Beaux-Arts, Rennes.
- Musée des Beaux-Arts, Carcassonne.
- Musée des Beaux-Arts, Dunkerque.
- Fonds régional d’art contemporain Midi-Pyrénées, Toulouse.
- Fonds régional d’art contemporain Languedoc-Roussillon, Montpellier.
- Fonds régional d’art contemporain Alsace, Sélestat.
- Fonds régional d’art contemporain Franche-Comté, Besançon.
- Fonds régional d’art contemporain Aquitaine, Bordeaux.
- Musée de la Poste, Paris.
- MAC VAL, Musée d’art contemporain du Val-de-Marne, Vitry-sur-Seine.
- Museum van Hedendaagse Kunst, MuHKA, Anvers.
- Fondation Calouste-Gulbenkian, Lisbonne.
- Centre d’art contemporain de Macédoine, Thessalonique.
- Museum moderner Kunst, Stiftung Ludwig, Vienne.
- Ludwig Museum Budapest, Budapest.
- Fondation Pro Helvetia, Genève. Musée d’Art et d’Histoire, Genève.
- Tel Aviv Museum of Art, Tel Aviv, Israël.
- Collection de l’Université technique de Bursa, Bursa.
- Musée national d’art moderne, São Paulo.

## Commandes publiques 1984-2000
Liste, : 
- Les 8 Statues, 1984, Rillieux-la-Pape.
- Cinéma, 1984, Paris, Grand Palais, salle de Réunion, DRAC Paris.
- Rivière sans retour, 1985, Thiers.
- Sic transit gloria mundiI, 1985, Thiers.
- L'Arc de triomphe, 1986/88, Givors.
- Sonnet des voyelles, 1988, Paris, Forum des Halles de Paris.
- An Object Thrown Out of a Country, 1987, Tel Haï, Israël.
- Giratoire, 1987/88, Villeurbanne.
- Le Grand Iconoclaste, 1988/89, Bethoncourt.
- La Verrerie, 1988/89, Carmaux.
- Attention école, 1987/89, Breuil-le-Vert.
- Lost Monument, 1990/92, Hambourg.
- Sky Flight-Cases, 1991/93, Lingen, Allemagne.
- La Pyramide de verre, 1994/95, Nemours.
- Les Fouilles de Delphes, 1995, Delphes, European Center Delphes.
- Tombeaux, 1996, Bursa, Turquie.
- Belvédère, 1991/1997, Tarbes.
- Le Grenier du siècle, 1999, Nantes, Le Lieu Unique, CRDC Nantes.
- Itinéraire, 1987/99/2000, Lyon, station de métro Jean Jaurès à Lyon.
- Éolienne, 2000, Hanovre, exposition universelle de 2000 à Hanovre.
- Conversation on Flying Carpets, 2000, Pforzheim, Université du Design, organisation Brigitte March International Contemporary Art, Stuttgart.

### Interventions plastiques provisoires dans l'espace public
- Six Personnages en quête d’auteur, 1978, Paris, Comédie Française.
- Earthquake, 1985, Los Angeles, Université de Californie à Los Angeles, UCLA, organisation Frederic White Gallery, Los Angeles.
- Sans titre, 1985, Stockholm, Opéra de Stockholm, scénographie pour un ballet.
- L’Allée des catastrophes, 1987, Hambourg, Luna-Park d’artistes.
- La Chute de la maison Usher, 1986, Thessalonique, Grèce.
- Dance Power, 1988/89, Paris, Opéra de Paris, scénographie pour Shinjuku Hall, Tokyo.
- Containers 1 & 2, 1989, Strasbourg, Sommet Européen de Strasbourg.
- Pièce pour jardin, 1987, Tielt, Belgique.
- Transports d’art, 1989, Paris, Musée de la Poste et divers lieux.
- 16 Caisses de sculptures, 1990, Altkirch, CRAC Alsace.
- La Tour de la princesse x ..., 1990, Ludwigsburg, Allenmagne.

## Filmographie 1966-1987
Liste :
- Sonia Delaunay, 1966, réalisation Patrick Raynaud.
- Robert Delaunay, 1973, réalisation Patrick Raynaud
- Derniers jours, 1980, réalisation Patrick Raynaud, commentaire J. Palette.
- Souvenir de Montpellier, 1983, réalisation P. Lobstein.
- Patrick Raynaud 84, 1984, réalisation P. Lobstein.
- Soyons sérieux, 1985, réalisation M. Nova, commentaire M. Nuridsany.
- La Chute des anges (Du haut des tours), 1985, réalisation P. Raynaud.
- Amsterdam 87, 1987, réalisation R. Schlang.
- Middelburg 87, 1987, réalisation R. Schlang.